# 호질 (조위)
호질(胡質,? ~ 250년)은 삼국 시대 조위(曹魏)의 관료로, 자는 문덕(文德)이며 초국(楚國) 수춘현(壽春縣) 사람이다.

## 행적
어릴 때부터 회수(淮水) 일대에서 장제, 주적과 함께 명성이 있었다. 장제가 별가가 되어 조조에게 호질을 천거하여, 돈구령(돈구현의 현령)이 되었다. 현에서 간통 · 살인사건이 발생하였는데, 용의자가 자백하지 않고 도리어 고소한 군리가 고통을 이기지 못하고 허위자백을 하여 죄를 뒤집어썼다. 호질은 부임하여 자세히 조사하고 사실을 밝혀내었다.
중앙으로 들어가 승상동조의령사가 되었으나, 양주의 요청으로 양주에 남아 치중이 되었다. 장군 장료가 호군 무주와 사이가 벌어져, 양주자사 온회에게 호질을 구했으나, 호질은 무주가 본디 장료와 사이가 좋았음에도 좋게 마치지 못했는데 자신은 무주만도 못하다며 거절했고, 장료는 이에 감동받아 다시 무주와 화합했다.
조조의 초빙으로 승상속이 되었고, 황초 중(222년 ~ 227년)에 이부랑으로 옮겼다. 외직으로 나가 상산태수가 되었고, 동관태수(東莞太守)를 지냈다. 여기에서도 살인사건을 해결했고, 자주 군공을 세웠으나 받은 상은 모두 나누어주어 집에 두지 않았다. 9년 재임 중에 관민이 모두 편안했고, 장졸들도 명령에 복종했다. 태화 2년(228년), 위나라가 오나라를 세 방향으로 공격하면서 전장군 만총 등과 함께 동관 공격에 참가했다. 그러나 환성 방면으로 출진한 조휴가 오나라의 속임수에 넘어가 깊이 들어갔다 대패하면서, 원정은 실패로 끝났다.
형주자사(荊州刺史)가 되었고 진위장군이 더해졌으며 관내후에 봉해졌다. 가화 6년(237년), 포충과 함께 조중을 공격했으나, 오(吳)의 장수 주연(朱然)이 과감히 포충을 공격하니 포충은 패배했고 호질도 물러났다. 경초 원년(238년), 주연이 2만 명을 이끌고 강하군을 포위하자 이를 격퇴했다. 정시 2년(241년), 주연은 번성을 포위했다. 호질은 주변의 반대를 물리치고 번성의 군사가 적은 것을 걱정하여 경병을 꾸리고 속도를 내어 번성의 포위망에 이르러 성을 안정시켰다. 이후 정동장군(征東將軍)이 되어 청주(靑州)와 서주(徐州) 일대의 군사를 장악했고 농업 발전에 전력했으며 자신의 생각을 타인에게 강요하지 않아 임지로 가는 곳마다 존경받았다고 한다. 가평 2년(250년)에 가산을 남기지 않고 죽었으며, 100읍의 양릉정후를 죽은 후 받았고, 시호를 정후(貞侯)라 했다.

## 삼국지연의의 묘사
동관(東莞) 태수(太守)로 229년, 오나라의 파양태수(鄱陽太守) 주방(周魴)이 조휴(曹休)를 석정으로 꾀어냈을 때 가규(賈逵)의 지휘 하에 만총(滿寵)과 함께 군사를 이끌고 유수로 진군했으나 석정 전투에서 크게 패했다.

## 친척 관계
- 호민 (아버지)
  - 호질
    - 호위 (아들)
    - 호파 (아들)